# هولي (كولورادو)
هولي (بالإنجليزية: Holly)‏ هي بلدة تقع في مقاطعة برويرز، كولورادو بولاية كولورادو في الولايات المتحدة. تبلغ مساحتها 2 (كم²)، وترتفع عن مستوى سطح البحر 1034م، ويبلغ عدد سكانها 1048 نسمة في عام 2000 حسب إحصاء مكتب تعداد الولايات المتحدة وتصل الكثافة السكانية فيها 524 نسمة/كم2.

## وصلات خارجية
- Town of Holly Colorado
- The US50 - Cities and Towns in Colorado State
- Colorado Cities and Towns, Facts, Map, Flag, Colleges, Government, and More